# Obafemi Martins
Obafemi Akinwunmi Martins (Lagos, 28. listopada 1984.) bivši je nigerijski nogometaš.

## Nogometni put

### Početak karijere
Martins je 2000. prešao iz Reggiane u juniorsku ekipu Intera za 750.000 eura. Te sezone je za svoj novi klub zabio 23 pogotka, te osvojio talijansko U-18 prvenstvo. Za seniorsku momčad debitirao je u prosincu 2002. Međutim, tek iduću sezonu doživljava pravu afirmaciju, te je svojim golovima osigurao Interu plasman u četvrtfinale Lige prvaka. Unatoč tome što je u 88 ligaških utakmica postigao 28 golova, Inter ga je u kolovozu 2006. prodao Newcastle Unitedu, jer su u klub stigla dva nova napadača, Hernan Crespo i Zlatan Ibrahimović. 

### Newcastle United
U Newcastleu Martins je debitirao 27. kolovoza 2006. U tri sezone postigao je 39 golova u 105 natjecateljskih utakmica.

### VfL Wolwsburg
Kupljen je za 9 milijuna funti. U 16 utakmica u ligi za njemački sastav postigao je 6 golova.

### Rubin Kazan
Kupljen je za 17 milijuna eura.

### Shanghai Shenhua
Obafemi je postao novi član kineskog prvoligaša Shanghai Shenhue u veljači 2016., u koji je stigao iz Seattle Soundersa, člana MLS-a. Nigerijski napadač bio je jako efikasan u MLS ligi, a u 72 susreta stigao je do brojke od 40 pogodaka. Godine 2014. bio je proglašen drugim najboljim igračem u SAD-u. Kinezi su za ovaj transfer izdvojili oko 3 milijuna eura.

## Obitelj
Njegov stariji brat Oladipupo Olarotini Martins igrao je za Inter i FK Partizan te je sad na University of Ado Ekiti, dok njegov mlađi brat John Ronan Martins također nogometaš.

## Uspjesi
osobni:
- CAF Mladi igrač godine 2003.
- CAF Mladi igrač godine 2004.

 Inter:
- Serie A - Pobjednik: 2005./06.
- Coppa Italia - Pobjednik: 2004./05.
- Coppa Italia - Pobjednik: 2005./06.
- Supercoppa Italiana - Pobjednik: 2004./05.
- Supercoppa Italiana - Pobjednik: 2005./06.

 Newcastle United:
- Intertoto kup - Pobjednik: 2006./07.

## Vanjske poveznice
- Profil na nufc.co.uk  Arhivirana inačica izvorne stranice od 18. prosinca 2008. (Wayback Machine)
- Soccerbase profil  Arhivirana inačica izvorne stranice od 7. ožujka 2010. (Wayback Machine)